# Pirata subniger
Pirata subniger là một loài nhện trong họ Lycosidae.
Loài này thuộc chi Pirata. Pirata subniger được Pelegrin Franganillo-Balboa miêu tả năm 1913.